# Brody (Starachowice)
Pour les articles homonymes, voir Brody.
Brody est une localité polonaise, siège de la gmina de Brody, située dans le powiat de Starachowice en voïvodie de Sainte-Croix.